# Golem XIV
Golem XIV – zbiór opowiadań Stanisława Lema. Książka po raz pierwszy wydana została nakładem Wydawnictwa Literackiego w roku 1981.

## Spis rozdziałów
- Przedmowa (pierwszy raz publikowana jako część zbioru Wielkość urojona)
- Wykład inauguracyjny Golema – „O człowieku trojako” (pierwszy raz publikowany jako część zbioru Wielkość urojona)
- Wykład XLIII – „O sobie”
- Posłowie

Książka zawiera dwa wykłady Golema XIV – fikcyjnej, zaawansowanej maszyny cyfrowej, stworzonej w XXI wieku, w której wykształciła się sztuczna inteligencja na poziomie daleko przewyższającym ludzką.
Dzieło to stanowi rozwinięcie pomysłu zaprezentowanego w Wielkości urojonej, opublikowanej w roku 1973 i zawierającej dodatkowo Wstęp oraz Pouczenie do rozmów z Golemem.
Pod tym samym tytułem Golem XIV ukazała się również w 1999 roku książka wydana nakładem Wydawnictwa Literackiego jako 5. pozycja „Dzieł zebranych” Stanisława Lema, w której zebrano w jednym tomie wszystkie teksty o superkomputerze Golem XIV ze zbioru Wielkość urojona oraz omawianej pracy Golem XIV z 1981 roku.